# Ян Юй (пловчиха)
Ян Юй (кит. упр. 杨雨, пиньинь Yáng Yǔ; род. 6 февраля 1985, Ханчжоу, Чжэцзян) — китайская пловчиха, призёр олимпийских игр, чемпион мира. Стала членом сборной Китая в 14 лет и выступала за команду на летних Олимпийских играх 2000 года.

## Карьера

### Международный дебют на Олимпийских играх 2000 года
Ян впервые выступила на крупном международном соревновании в 2000 году на Чемпионате мира в Афинах, где она выиграла 200 вольным стилем с результатом 1:56.06. Позже она получила право плавать на Олимпиаде в Сиднее, где заняла 17-е место на 200 вольным стилем (2: 01,34).

### 2001—2002 год, чемпионаты мира по водным видам спорта
В 2001 году в Фукуоке на чемпионате мира Ян завоевала серебряную медаль на 200 м вольным стилем(1:58,78), после австралийки Джиаан Руни (1:58,57). На национальных китайских играх 2001 года заняла 2-е место на дистанциях 100 вольным стилем (54,94) и 200 вольным стилем (1:58,71).
В 2002 году на Чемпионате мира в Москве, Ян взяла золото в эстафете 4×200 вольным стилем (7:46,30, мировой рекорд), серебро в 200 вольным стилем (1:55,34, рекорд Азии) и 200 баттерфляй (2:06,10). Она выиграла золото на дистанции 200 вольным стилем (1:58,43), в эстафете 4×100 вольным стилем (3:40,95), в эстафете 4×200 вольным стилем (7:58,46) и серебро на 100 вольным стилем (55,51) на Азиатских играх года в Пусане.

### Олимпийские игры 2004 года
Ян участвовала в летних Олимпийских играх 2004 года в Афинах. Где выиграла выиграла серебряную медаль в составе эстафетной команда Китая в эстафете 4×200 вольным стилем 7:55,97 (азиатский рекорд). Ян также была членом китайской женской эстафеты 4×100 м вольным стилем. Команда Китая вышла в финал этого события, но финишировала на плачевном 8-м месте.

### 2005—2006 года
Ян участвовала в чемпионате мира 2005 года в Монреале, завоевав бронзовую медаль на дистанции 200 м вольным стилем. На Национальных играх Китая в 2005 году она показала хорошие результаты, выиграв на 200 вольным стилем с результатом 1:57,86, что являлось вторым результатом сезона в мире. На чемпионате мира 2006 года в Шанхае она выиграла золото на 200 вольным стилем (1:54,94).

### Чемпионат мира 2007 года
Ян Юй принял участие в Чемпионате мира по водным видам спорта в Мельбурне, но выступила неудачно из-за высокой температуры, финишировав на 200 м вольным стилем на 18-м месте. Она также была членом китайской команды в эстафете 4×200 м вольным стилем (которая едва не попала в финал, заняв 9-е место в предварительном заплыве) и в эстафете 4×100 м вольным стилем, которая заняла седьмое место.

### Рекорды мира
18 января 2004 года она побила мировой рекорд Сьюзи О’Нил на дистанции 200 баттерфляй среди женщин на чемпионате мира в Берлине, Германия, показав время 2:04,04.
На чемпионате мира по водным видам спорта в Риме Ян Юй в составе китайской сборной команды (Чжу Цяньвэй, Лю Цзин, Пан Цзяин) завоевала золотую медаль и установила мировой рекорд в эстафете 4×200 м вольным стилем с результатом 7:42,08.